# Cristiana Reali
Cristiana Reali (San Paolo, 16 marzo 1965) è un'attrice brasiliana di origini italiane.

## Biografia
Figlia del giornalista brasiliano Elpidio Reali, è nata in Brasile ma a nove anni ha seguito la famiglia in Francia. Ritornata poi nel paese natale, a dodici anni si è iscritta ad un corso di teatro per perfezionare la sua pronuncia, spinta dalla madre.
Dopo aver recitato per alcuni anni in teatro è approdata in televisione. Occasionalmente ha lavorato nel cinema.

## Vita privata
È stata a lungo legata all'attore Francis Huster, col quale ha generato due figlie.

## Filmografia

### Cinema
- L'insolito caso di Mr. Hire (Monsieur Hire), regia di Patrice Leconte (1989)
- L'inconnu dans la maison, regia di Georges Lautner (1992)
- Le Genre humain, première partie: Les Parisiens, regia di Claude Lelouch (2004)
- Deux jours à tuer, regia di Jean Becker (2008)
- Un uomo e il suo cane (Un homme et son chien), regia di Francis Huster (2008)
- Camping 3, regia di Fabien Onteniente (2016)

## Riconoscimenti
- Premio Molière
  - 1999 – Candidatura per la migliore attrice per Duo pour violon seul
  - 2005 – Candidatura per la migliore attrice per La Locandiera
  - 2008 – Candidatura per la migliore attrice per Good Canary
  - 2017 – Candidatura per la migliore attrice per M'man
  - 2019 – Candidatura per la migliore attrice per La Ménagerie de verre